# 向島百花園

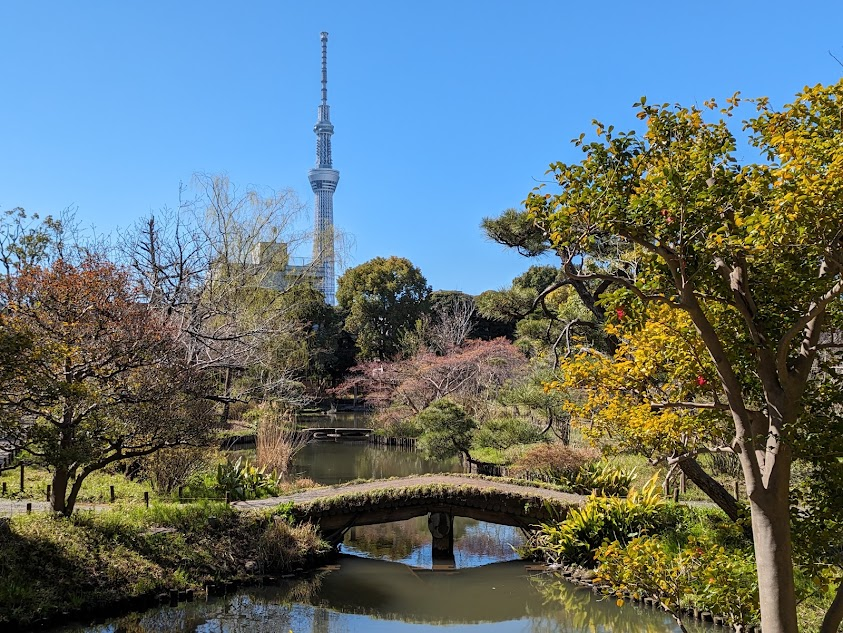

向島百花園（日语：むこうじまひゃっかえん）是位於日本東京都墨田區東向島三丁目的一個東京都立公園，發祥於江戶時代。這裡以早春的梅花和秋天和胡枝子而著稱，是隅田川七福神的發祥地。

## 外部連結
- 向島百花園（東京都／都立庭園案内）
- 向島百花園（東京都公園協会／公園へ行こう）
- 向島百花園（東京都公園協会／庭園へ行こう）
- 墨東歳時記・百花園